# Doha
Doha (arabul: الدوحة, IPA: [adˈdawħa]) Katar fővárosa és egyben legnépesebb városa is.

## Fekvése
Katar keleti részén helyezkedik el.

## Éghajlat
Doha éghajlata forró sivatagi, a hőmérséklet májustól szeptemberig átlagosan 38 °C feletti. A nyári hónapokban szinte nincs csapadék, évente átlagosan 75 mm hullik, leginkább az októbertől márciusig terjedő időszakban. A tél is meleg, a hőmérséklet csak ritkán csökken 7 °C alá. Nyáron a hőmérséklet gyakran eléri és meghaladja a 40 °C-ot.
| Hónap                           | Jan. | Feb. | Már. | Ápr. | Máj. | Jún. | Júl. | Aug. | Szep. | Okt. | Nov. | Dec. | Év   |
| ------------------------------- | ---- | ---- | ---- | ---- | ---- | ---- | ---- | ---- | ----- | ---- | ---- | ---- | ---- |
| Rekord max. hőmérséklet (°C)    | 31,2 | 36,0 | 39,0 | 46,0 | 47,7 | 49,0 | 48,2 | 48,0 | 45,5  | 43,4 | 38,0 | 32,2 | 49,0 |
| Átlagos max. hőmérséklet (°C)   | 21,7 | 23,0 | 26,8 | 31,9 | 38,2 | 41,2 | 41,5 | 40,7 | 38,6  | 35,2 | 29,5 | 24,1 | 32,8 |
| Átlaghőmérséklet (°C)           | 17,0 | 17,9 | 21,2 | 25,7 | 31,0 | 33,9 | 34,7 | 34,3 | 32,2  | 28,9 | 24,2 | 19,2 | 26,7 |
| Átlagos min. hőmérséklet (°C)   | 12,8 | 13,7 | 16,7 | 20,6 | 25,0 | 27,7 | 29,1 | 28,9 | 26,5  | 23,4 | 19,5 | 15,0 | 21,6 |
| Rekord min. hőmérséklet (°C)    | 3,8  | 5,0  | 8,2  | 10,5 | 15,2 | 21,0 | 23,5 | 22,4 | 20,3  | 16,6 | 11,8 | 6,4  | 3,8  |
| Átl. csapadékmennyiség (mm)     | 13   | 17   | 16   | 8    | 3    | 0    | 0    | 0    | 0     | 1    | 3    | 12   | 73   |
| Havi napsütéses órák száma      | 244  | 224  | 242  | 273  | 325  | 342  | 325  | 328  | 306   | 303  | 276  | 241  | 3429 |
| Forrás: http://weatherspark.com |      |      |      |      |      |      |      |      |       |      |      |      |      |

## Története
A várost 1850-ben Al-Bida néven alapították. Neve jelentése az arab ad-dawha (nagy fa) szóból ered. 1882-ben al Raján felépíttette az Al-Wadzsba erődöt Délnyugat-Dauhában. A következő évben Kasszim sejk katari hadserege legyőzte az Oszmán Birodalom erőit.
A város 1916-tól a brit kormányzóság központja volt, és 1971-től a független Katar fővárosa is maradt. 1917-ben Abdalláh ibn Kasszim asz-Száni sejk erődöt építtetett a város központjában, aminek a neve Al-Kaut lett. 1949-től a katari olajkivitel központja.

## Felsőoktatás
1973-ban itt nyitotta meg kapuit a Katari Egyetem.

## Kultúra
1975-ben, az uralkodó volt palotájában nyílt meg a Katari Nemzeti Múzeum.

## Média
1996-ban az Al-Dzsazíra arab hírtelevízió itt kezdte meg működését.

## Demográfia

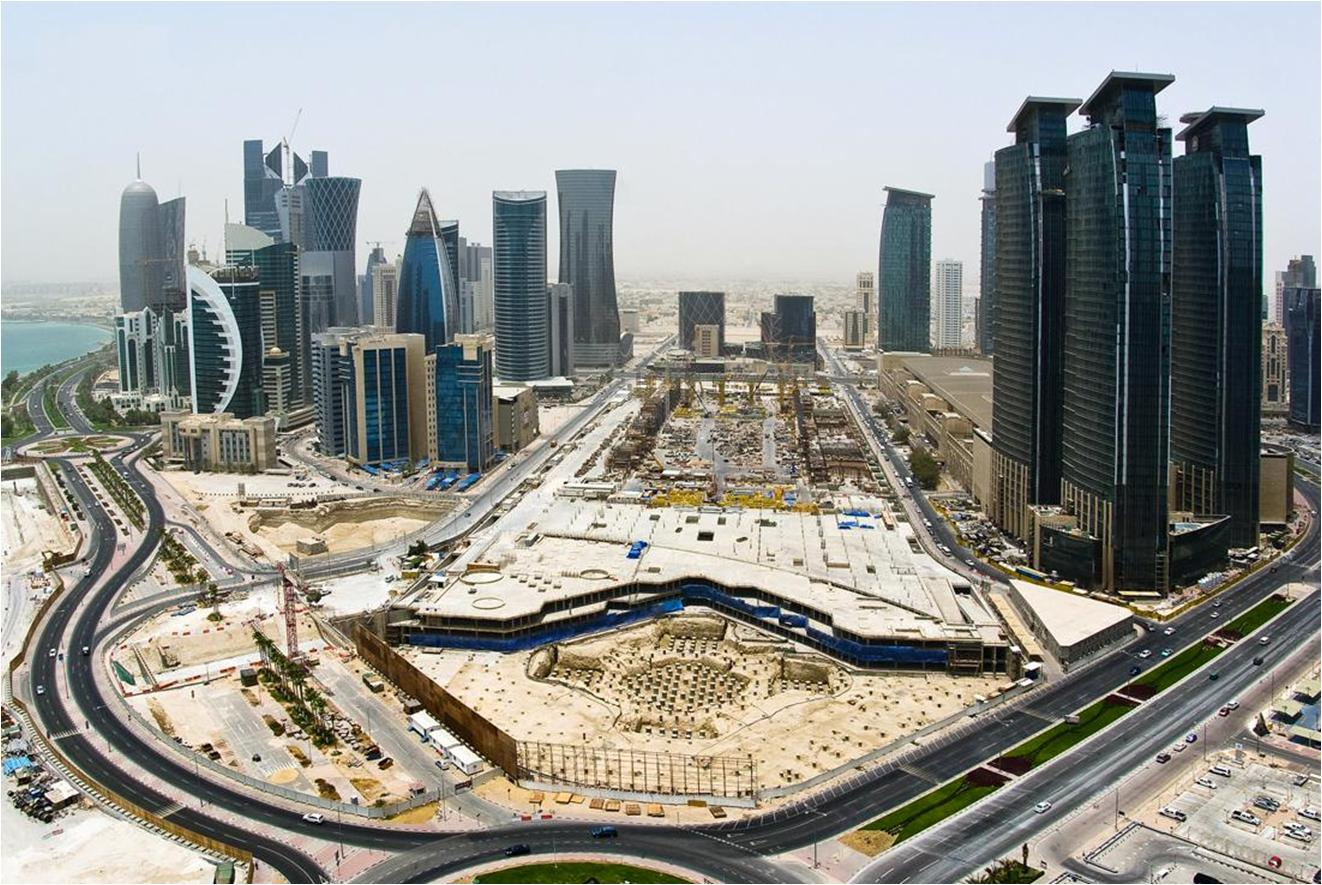
Doha 2011-ben

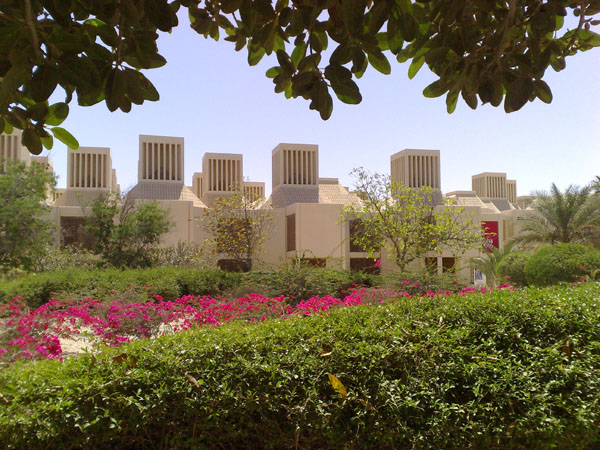
A Katari Egyetem

Doha vegyes összetételű népességét helyi arabok, valamint a legnagyobb számú kisebbségként dél-ázsiai, és más arab országokból származó arabok alkotják. Ezenkívül még sok más országból (Amerikai Egyesült Államok, Egyesült Királyság, Dél-afrikai Köztársaság) származó embernek az otthona.
| Év   | Népesség (fő) |
| ---- | ------------- |
| 1986 | 217,294       |
| 1992 | 313,639       |
| 2001 | 299,300       |
| 2004 | 339,847       |
| 2005 | 400,051       |
| 2010 | 796,947       |

## Gazdaság
Doha a katari olajbányászat és -kivitel központja. Itt találhatóak a katari olajipari vállalatok központjai. A város jelenleg nagy ütemben fejlődik. 2007 decemberében az Öböl Menti Együttműködési Tanács (GCC) vezetői csúcstalálkozót tartottak, amely a szervezet integrációs fejlődésében áttörést eredményezett.

## Oktatás
A városban működik a Katari Egyetem, valamint több magán- és nemzetközi iskola, beleértve a HEC Paris iskola kampuszát.

## Sportélete
Itt rendezték meg 2008-tól 2010-ig a WTA Sony Ericsson Championshipset. Doha sikertelenül pályázott a 2016. évi nyári olimpiai játékok rendezésére, a NOB végül nem választotta be a négy hivatalos jelölt (Chicago, Madrid, Rio de Janeiro és Tokió) közé.
Doha rendezte a 2019-es atlétikai világbajnokságot és a 2022-es futball világbajnokságot

## Közlekedés

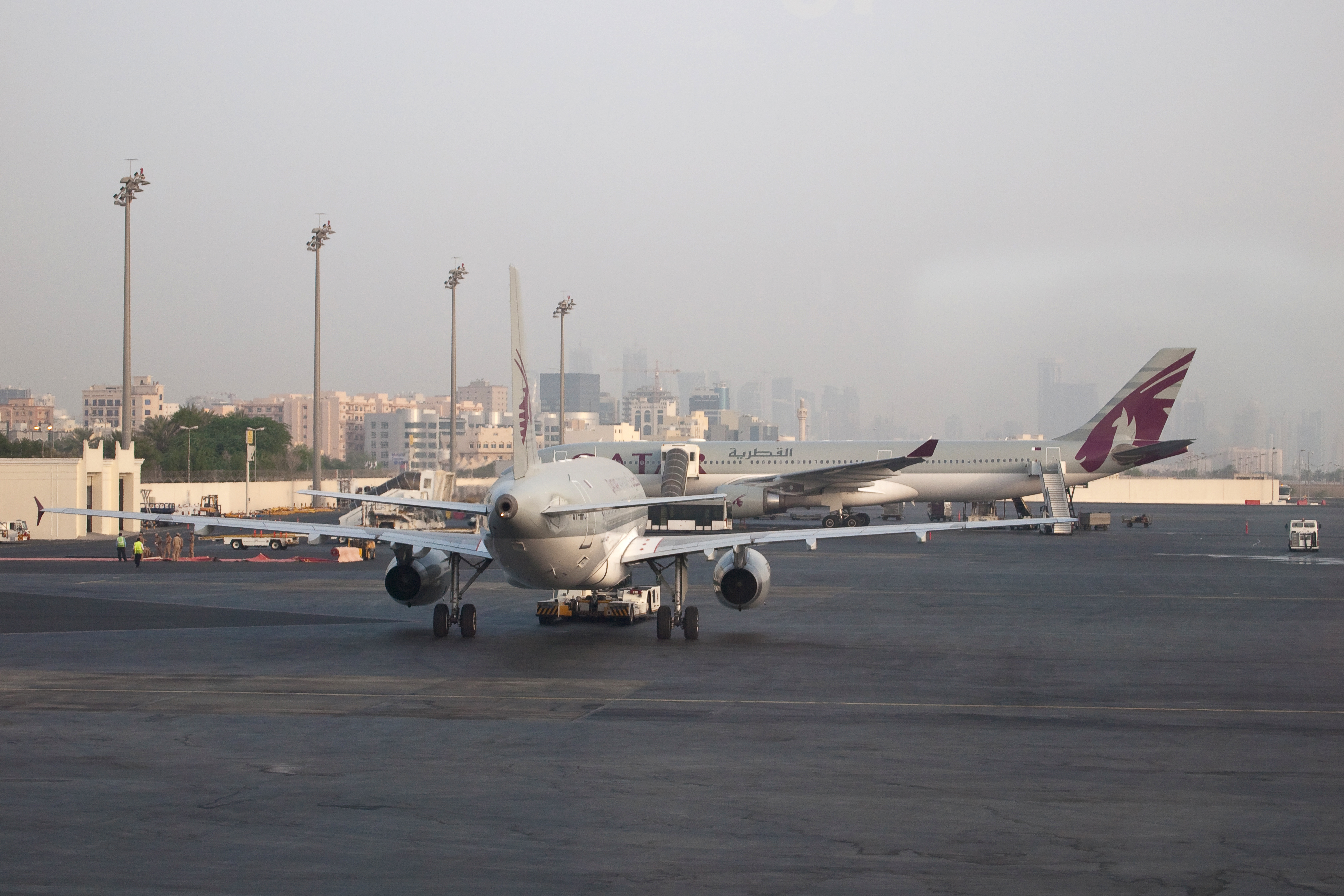
A dohai nemzetközi repülőtér

### Közúti
A városban a legnagyobb közösségi közlekedéssel foglalkozó vállalat a Movaszalát Közlekedési Vállalat feladatát autóbuszokkal látja el, s főleg az alacsonyabb jövedelmű lakosok használják. Doha lakóinak többsége rendelkezik autóval. A városban ezenkívül jól működő taxihálózat is üzemel. Az úthálózat képtelen volt megbirkózni a hatalmas forgalommal, ezt a városvezetés a kereszteződések kiszélesítésével, új utak építésével enyhítette.

### Légi
Katar egyetlen nemzetközi repülőtere a városban található Dohai nemzetközi repülőtér. Itt található a nemzeti légitársaság, a Qatar Airways központja is. A nagy forgalom miatt kibővítették a repülőtér terminálját.

## Testvérvárosai
- Ammán, Jordánia (1995)
- Peking, Kína (2008)
- Boosaaso, Szomália (1994)
- Brazíliaváros, Brazília
- Houston, Texas, Amerikai Egyesült Államok
- Manáma, Bahrein
- Marbella, Spanyolország
- Port Louis, Mauritius
- Stratford-upon-Avon, Anglia, Egyesült Királyság
- Tunisz, Tunézia
- Algír, Algéria
- Tirana, Albánia

## Galéria

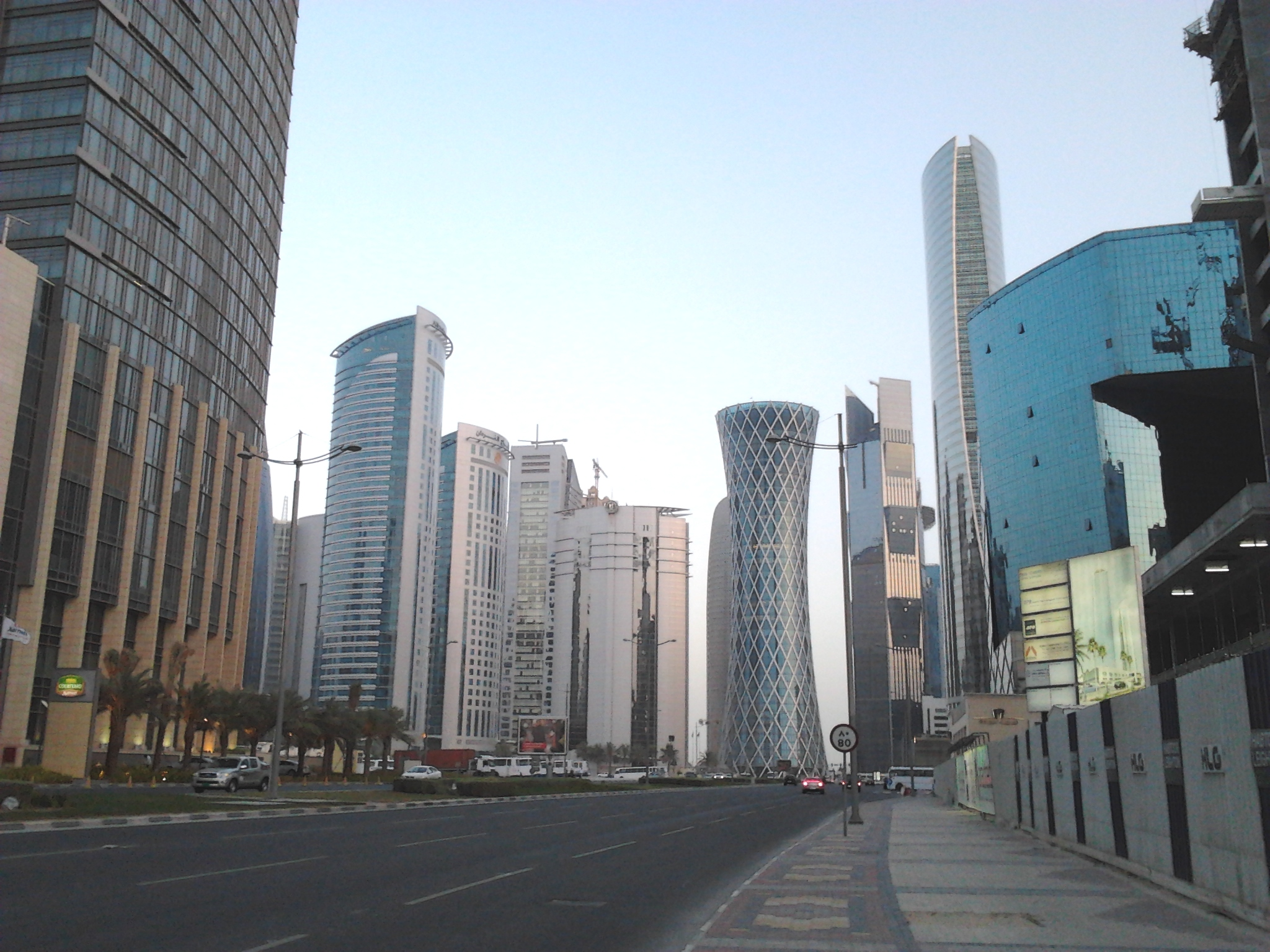
A város központja
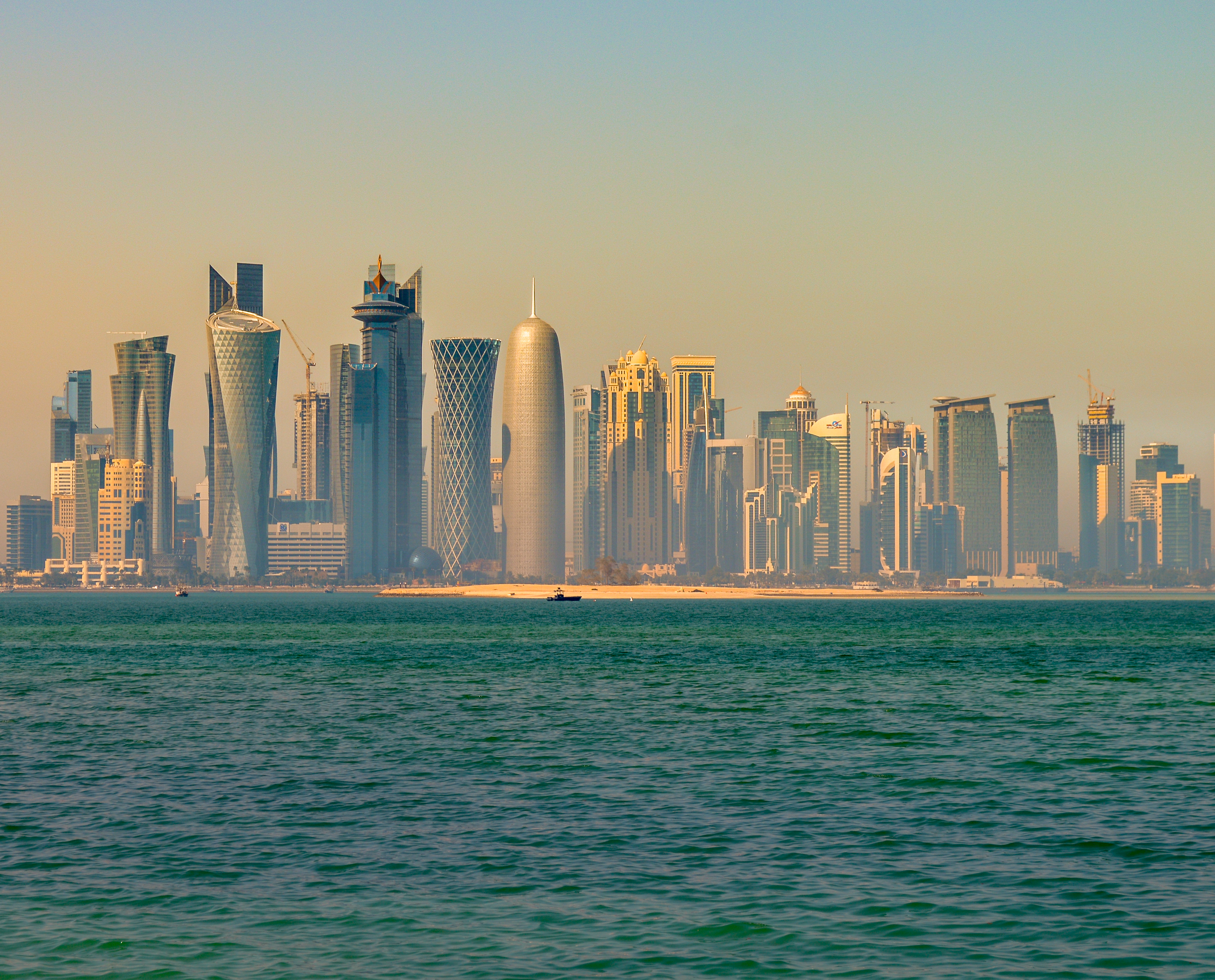
Doha felhőkarcolói
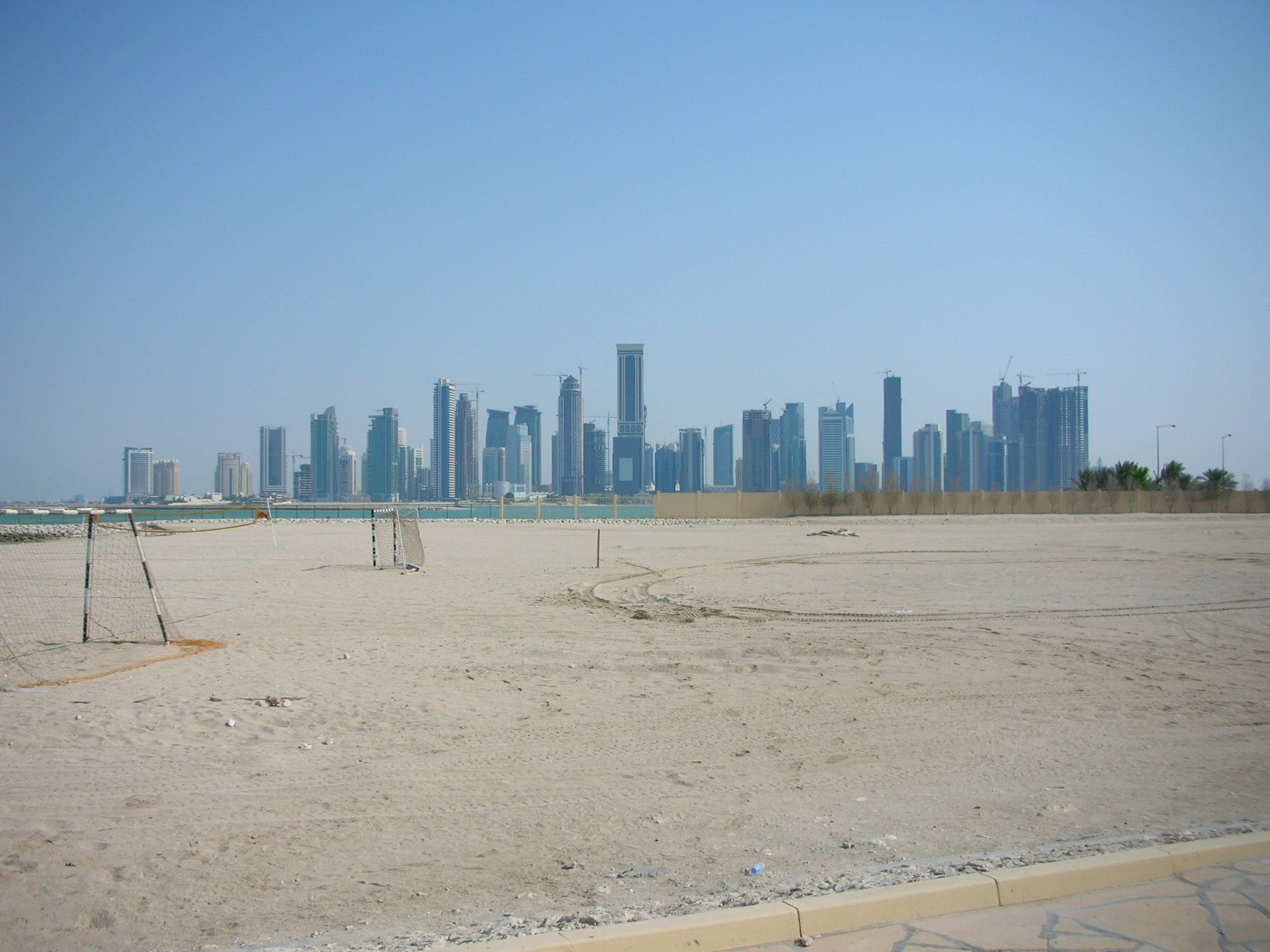
Doha körvonalai
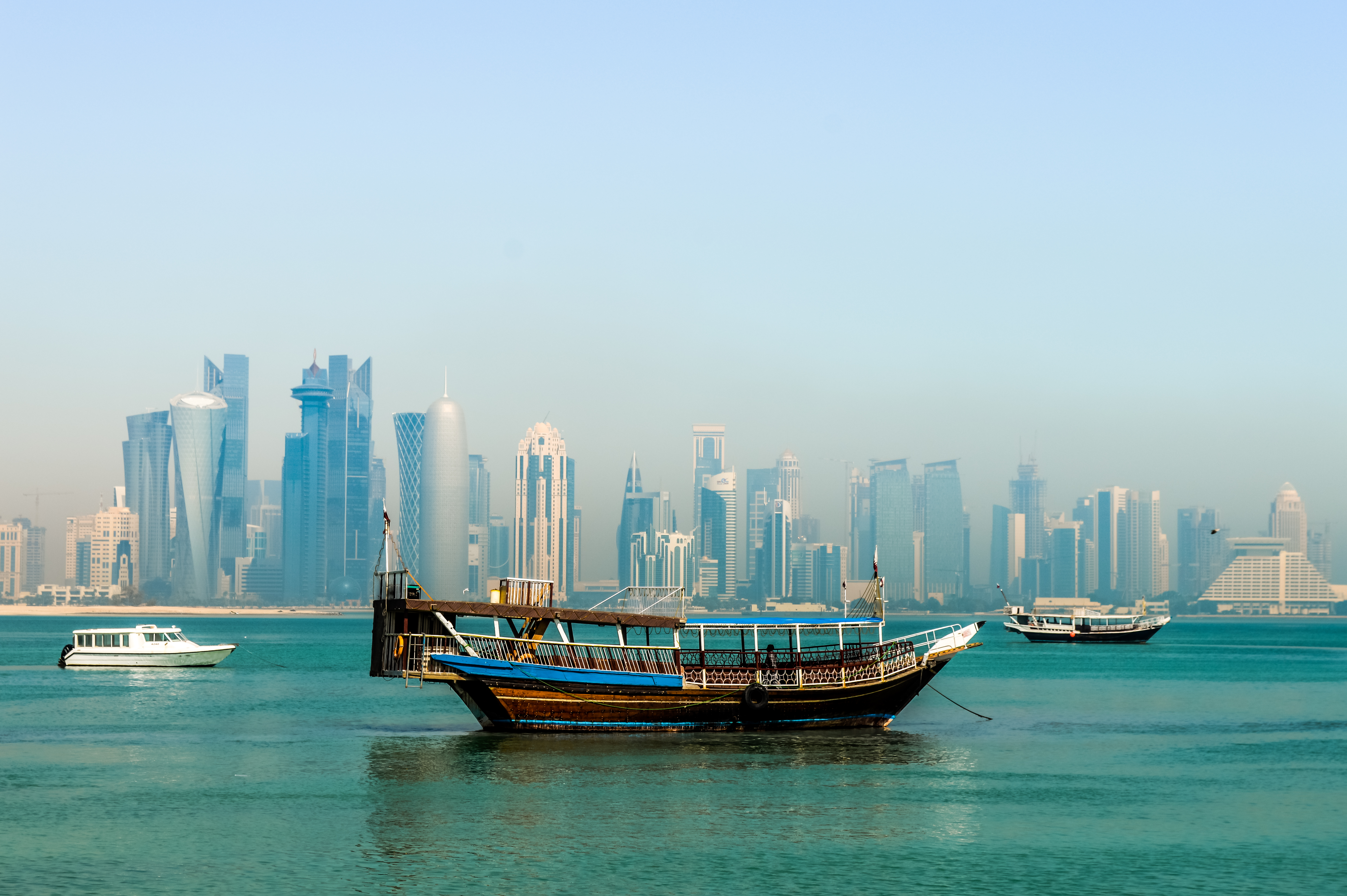
Dohai látkép
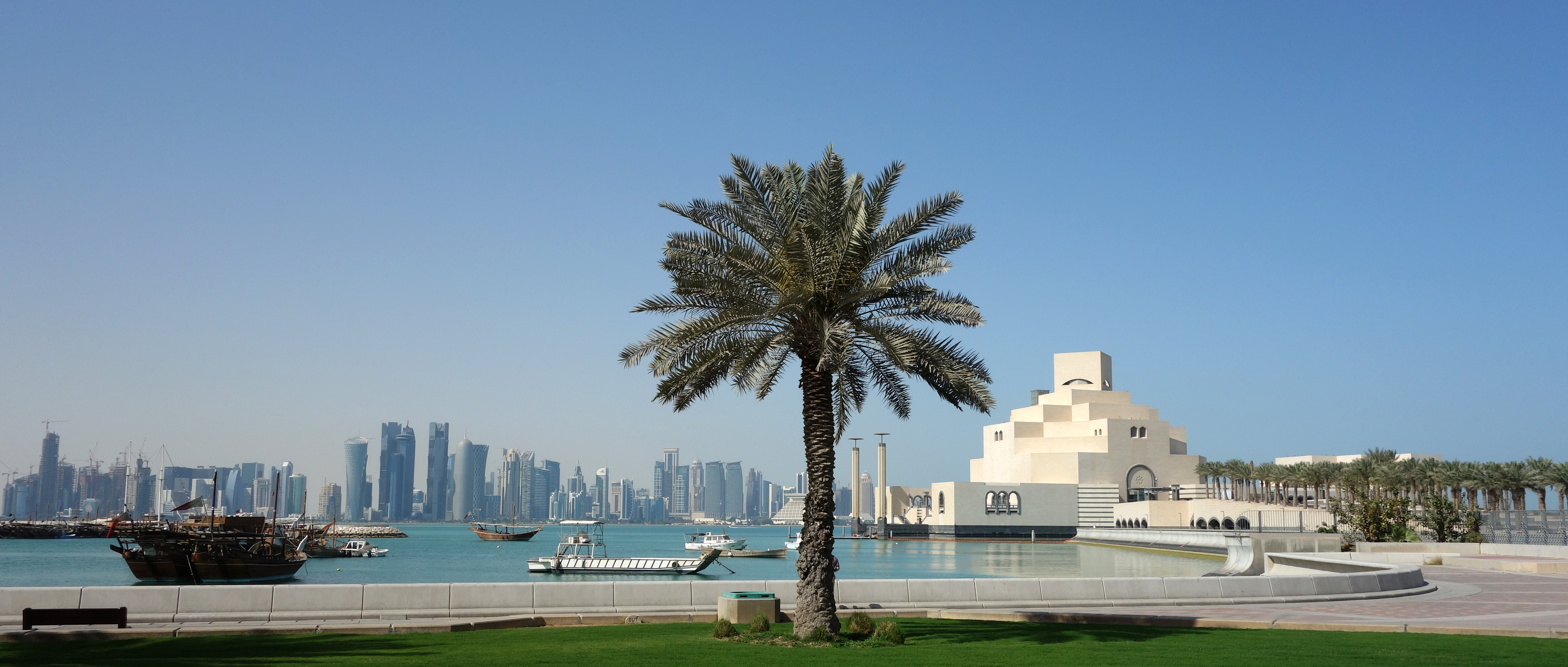
Az iszlám művészet múzeuma
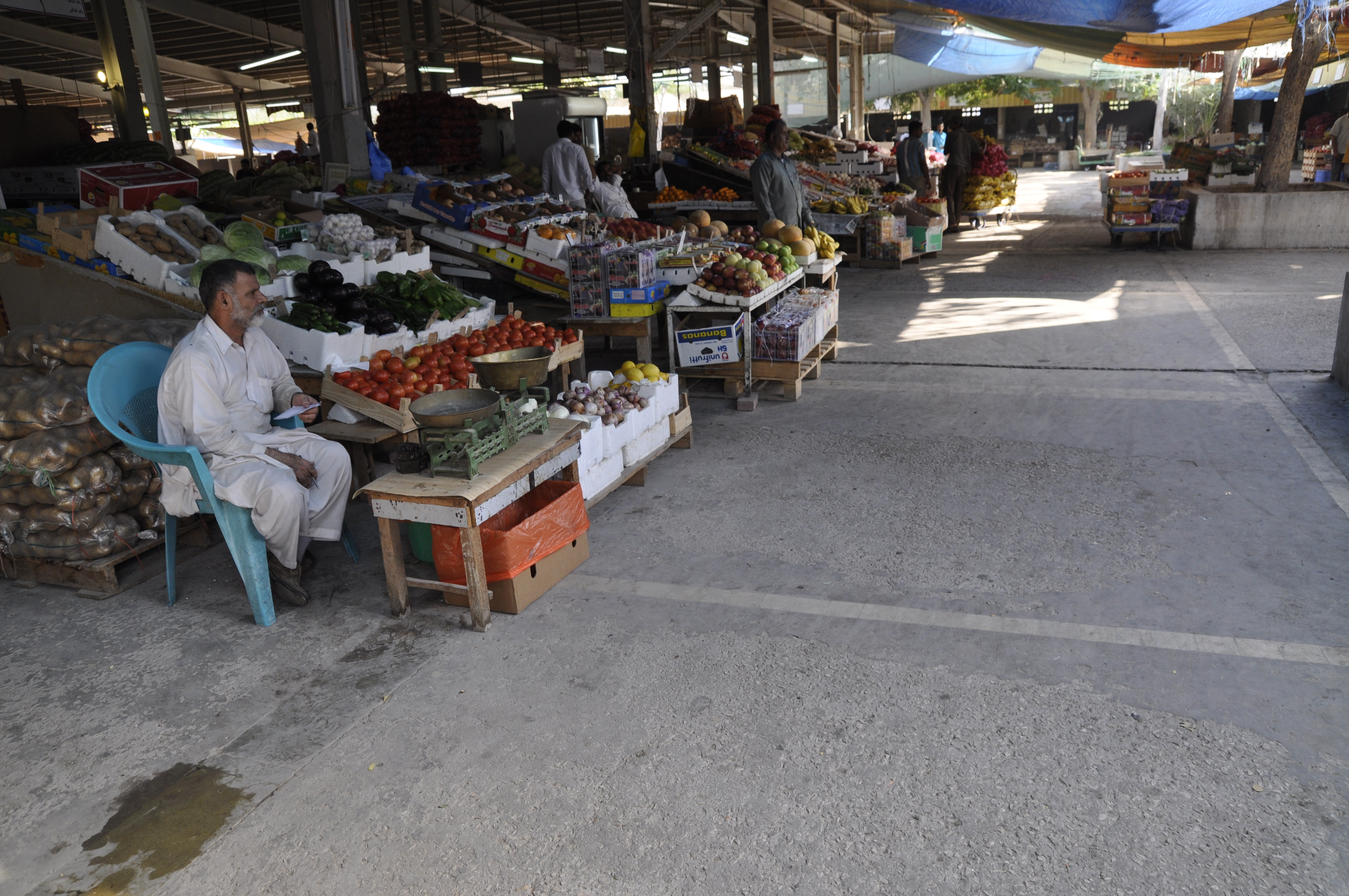
A gyümölcspiac
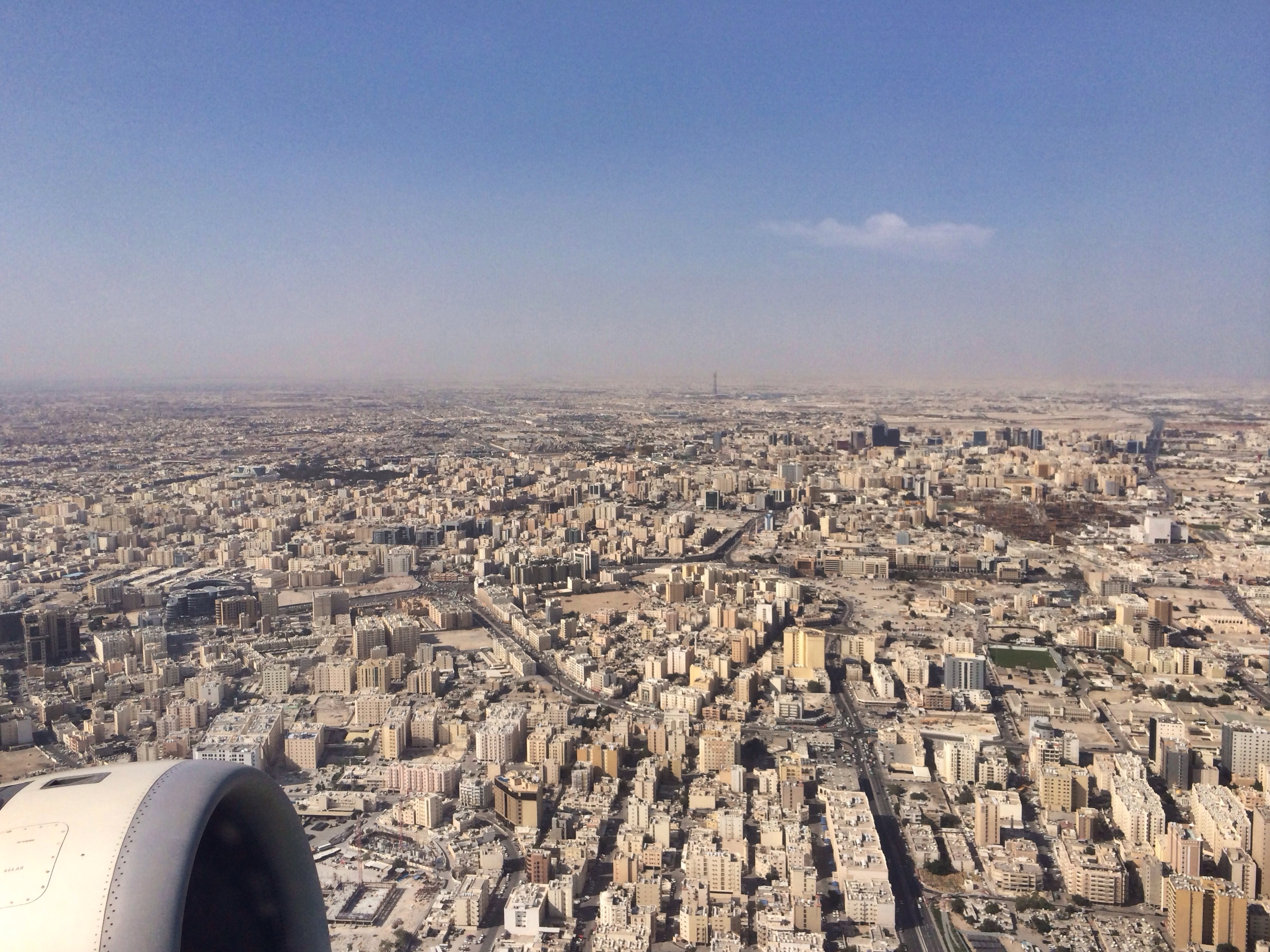
Elővárosi kép